# Ascese

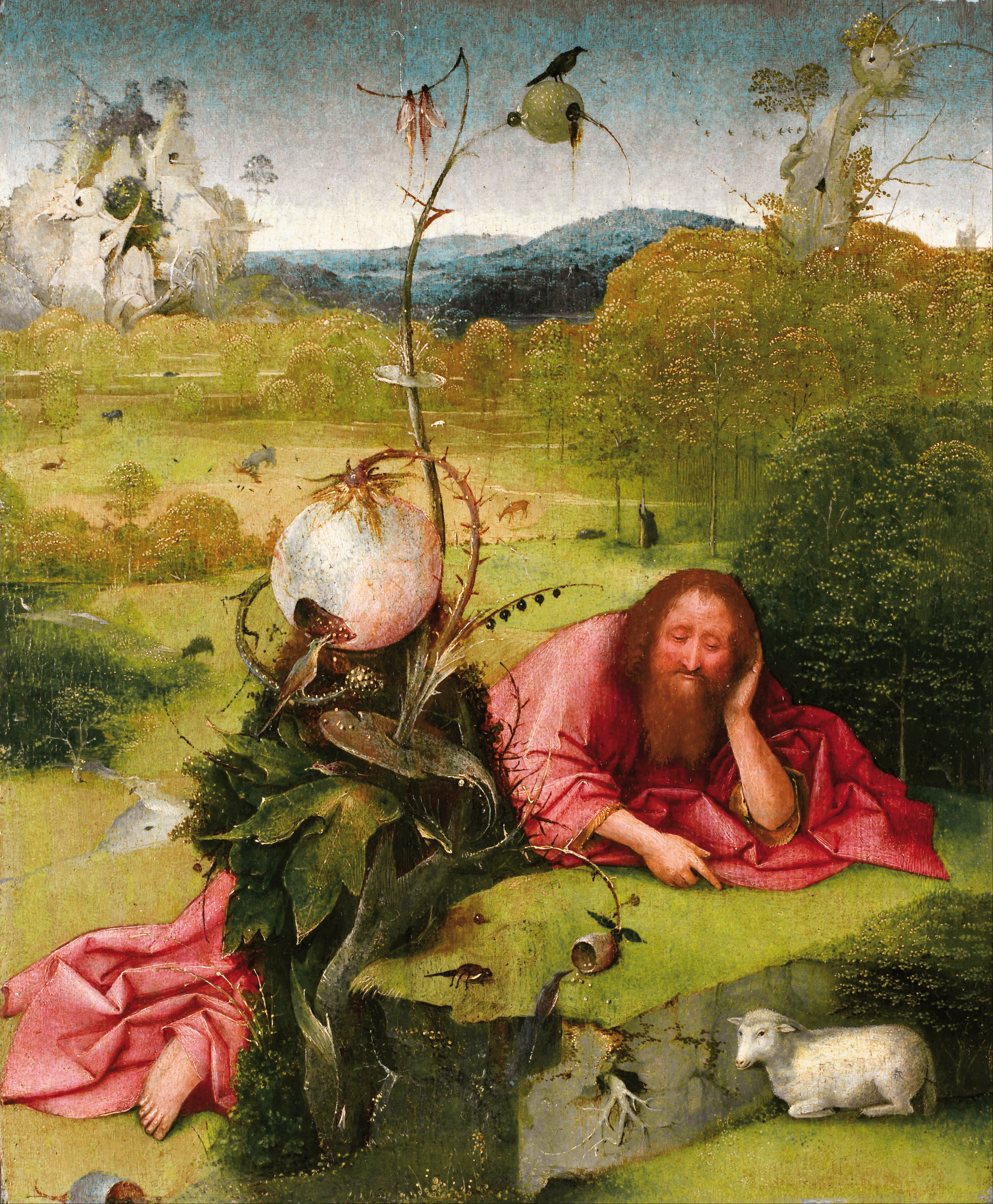
"São João Batista no agreste", pintura de Hieronymus Bosch. João Baptista pode ser associado a um exemplo de asceta, pois viveu em renúncia de alguns prazeres físicos para o cumprimento de sua missão.

A ascese (do grego ἄσκησις, áskesis, "exercício espiritual", derivado de ἀσκέω, "exercitar") consiste em uma prática que visa ao desenvolvimento espiritual. Muitas vezes, essa prática consiste na renúncia ao prazer e na não satisfação de algumas necessidades primárias.
O conceito abrange um grande espectro de práticas, em culturas e etnias muito diferentes, que vão dos ritos iniciáticos (maus-tratos, incisões e escoriações no corpo, repreensões de extrema severidade, a mutilação genital ou a participação em provas que exigem actos excessivos de coragem) aos hábitos monásticos de diversas religiões, incluindo o celibato, o jejum e a mortificação do corpo por diversos meios.

## Ascese e fenômenos místicos
Segundo as interpretações mais correntes, alguns dos fenómenos religiosos e místicos envolvendo visões ou estados de êxtase resultam do enfraquecimento do corpo e da alteração do equilíbrio sensorial. Segundo o idealismo platónico, a ascese servirá, exactamente, para aproximar a pessoa (o asceta) da verdadeira realidade espiritual e ideal, ao desligar-se da imperfeição e materialidade do corpo.

## No cristianismo

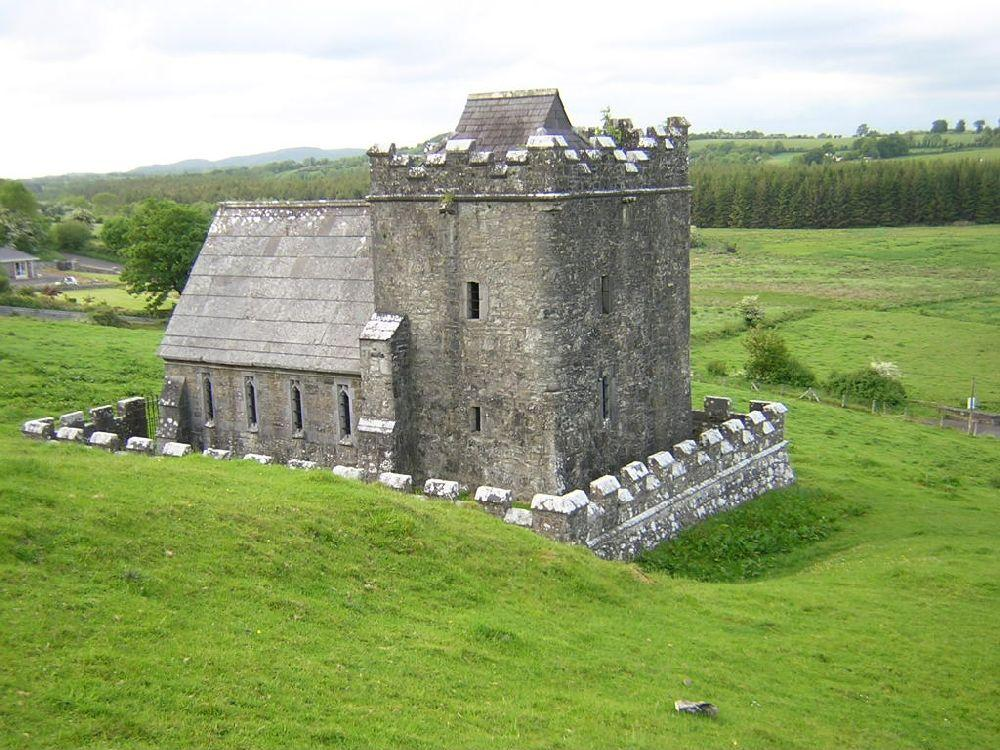
Cela do Anchorite em Fore Abbey Co

A ideia de que a religião cristã liga os desejos corporais à ideia de pecado foi amplamente divulgada ao longo dos anos, e esta poderia ser associada à prática asceta . No entanto, a teologia cristã possui o grande consenso de que a matéria e o corpo são valorizados no cristianismo, foram criações divinas e possuem seus propósitos divinos, como em Gênesis 1 e em I Coríntios 15, respectivamente: "e viu Deus que era bom" a sua criação material ali expressa e "Mas Deus dá-lhe o corpo como quer, e a cada semente o seu próprio corpo. Nem toda a carne é uma mesma carne, mas uma é a carne dos homens, e outra a carne dos animais, e outra a dos peixes e outra a das aves. E há corpos celestes e corpos terrestres, mas uma é a glória dos celestes e outra a dos terrestres. Uma é a glória do sol, e outra a glória da lua, e outra a glória das estrelas; porque uma estrela difere em glória de outra estrela. Assim também a ressurreição dentre os mortos. Semeia-se o corpo em corrupção; ressuscitará em incorrupção." onde Paulo demonstra valores à criações materiais, incluindo o corpo humano, que será também redimido na glorificação, o processo final da redenção de Cristo.
Os desejos corporais também são legitimados pela teologia cristã, no entanto, a prática deles foram desvirtuadas pelos vários pecados cometidos pelo homem. Mas o valor dos prazeres físicos quando dentro da forma divina é assegurado por serem igualmente criação divina com um bom propósito, quando Deus se refere à união do homem e mulher no casamento, que incluiria o sexo, por exemplo, ou quando fala da comunhão dos santos através da ceia, onde se come e se partilha comidas e bebidas [Ver Gênesis e Atos, respectivamente], e ainda quando Deus demonstra sua avaliação de "bom" da sua criação, o que pode ser associado a um prazer estético. Portanto, quando realizado da forma correta, de acordo com as motivações corretas ligas a Deus e não a idolatria e nem ao vício, o prazer físico é legitimado no cristianismo.
A prática de um asceta pode ser associada à prática cristã à medida em que o cristianismo rejeita os prazeres corporais quando são praticados de forma contrária à forma correta estabelecida por Deus e portanto, contrária ao propósito divino. Nesse sentido é que o cristianismo prega a negação da própria "carne", no sentido de o homem caído e afastado de Deus desejar de forma destrutiva prazeres físicos quando os pratica fora dos propósitos divinos como já dito acima, e isto é o que deve ser negado.
Para a teologia cristã, há uma ascética, com um sentido amplo, e uma ascese, com sentido mais restrito. A ascética consiste no esforço metódico e continuado, com a ajuda da graça, para favorecer o pleno desenvolvimento da vida espiritual, aplicando meios e superando obstáculos. Aqui, actuam e organizam-se os grandes meios e práticas da vida espiritual: oração, arrependimento, busca pelo conhecimento e transformação através da bíblia, palavra divinamente inspirada. Como também uso de métodos, projectos, disciplina interior, para um maior aproveitamento da graça e dos meios. Este sentido amplo é o que normalmente tem a palavra, quando se encontra em títulos de manuais, ou se contrapõe à mística.
Ascese, em sentido mais restrito, é o conjunto dos exercícios mortificantes, aplicados directamente a eliminar vícios, dominar e reorientar tendências desordenadas, robustecer a liberdade. É algo que pode estar associado a termos como abnegação, mortificação, penitência, renúncia.
Concretamente, como se deve configurar este caminho de ascese e purificação? Como deve ser vivido o amor, para que se realize plenamente a sua promessa humana e divina? Uma primeira indicação importante, podemos encontrá-la no Cântico dos Cânticos, um livro do Antigo Testamento bem conhecido dos místicos. Segundo a interpretação hoje predominante, as poesias contidas neste livro são, originalmente, cânticos de amor, talvez previstos para uma festa israelita de núpcias, na qual deviam exaltar o amor conjugal. Neste contexto, é muito elucidativo o facto de, ao longo do livro, se encontrarem duas palavras distintas para designar o "amor". Primeiro, aparece a palavra dodim, um plural que exprime o amor ainda inseguro, numa situação de procura indeterminada. Depois, esta palavra é substituída por ahabà, que, na versão grega do Antigo Testamento, é traduzida pelo termo de som semelhante agape, que se tornou, como vimos, o termo característico para a concepção bíblica do amor.
Em contraposição ao amor indeterminado e ainda em fase de procura, este vocábulo exprime a experiência do amor que agora se torna verdadeiramente descoberta do outro, superando assim o carácter egoísta que antes claramente prevalecia. Agora, o amor torna-se cuidado do outro e pelo outro. Já não se busca a si próprio, não busca a imersão na inebriação da felicidade; procura, ao invés, o bem do amado: torna-se renúncia, está disposto ao sacrifício, antes procura-o.
Faz parte da evolução do amor para níveis mais altos, para as suas íntimas purificações, que ele procure agora o carácter definitivo, e isto num duplo sentido: no sentido da exclusividade — "apenas esta única pessoa" — e no sentido de ser "para sempre". O amor compreende a totalidade da existência em toda a sua dimensão, inclusive a temporal. Nem poderia ser de outro modo, porque a sua promessa visa ao definitivo: o amor visa à eternidade. Sim, o amor é "êxtase"; êxtase, não no sentido de um instante de inebriação, mas como caminho, como êxodo permanente do eu fechado em si mesmo para a sua libertação no dom de si e, precisamente dessa forma, para o reencontro de si mesmo, mais ainda para a descoberta de Deus: "Quem procurar salvaguardar a vida, perdê-la-á, e quem a perder, conservá-la-á" (Evangelho segundo Lucas, capítulo 17, versículo 33) — disse Jesus; afirmação esta que se encontra nos Evangelhos com diversas variantes (Evangelho segundo Mateus, capítulo 10, versículo 39; capítulo 16, versículo 25; Evangelho segundo Marcos, capítulo 8, versículo 35; Evangelho segundo Lucas, capítulo 9, versículo 24; Evangelho segundo João, capítulo 12, versículo 25).
Assim descreve Jesus o seu caminho pessoal, que o conduz, através da cruz, à ressurreição: o caminho do grão de trigo que cai na terra e morre e, assim, dá muito fruto. Partindo do centro do seu sacrifício pessoal e do amor que aí alcança a sua plenitude, ele, com tais palavras, descreve também a essência do amor e da existência humana em geral de amar a Deus acima de tudo e ao próximo.